# Historiska Kyoto
Historiska Kyoto eller Historiska monument i det gamla Kyoto (Städerna Kyoto, Uji och Otsu) är ett världsarv omfattar 17 monument i Kyoto och Uji i Kyoto prefektur och Ōtsu i Shiga prefektur.  Unescos världsarvskommitté satte upp monumenten på världsarvslistan 1994.

## Bakgrund
Kyoto byggdes 794 e. kr. med inspiration av de gamla Kinas huvudstäder. Kyoto var det japanska imperiets huvudstad från 794 till mitten av 1800-talet och som huvudstad blev det ett centrum för japansk kultur under mer än 1000 år. I Kyoto utvecklades träarkitekturen, särskilt den religiösa, samt trädgårdskonsten mellan 900-talet och 1600-talet som haft stor inverkan världen över. 
Kyoto var planerad som ett atombombsmål under andra världskriget. Men genom personliga ingripanden av krigssekreteraren Henry L. Stimson, räddade han dess kulturcentrum som han kände till från sina besök. Nagasaki fick ersätta Kyoto som atombombsmål.

## Beskrivning
Världsarvet består av 17 monument varav 16 är religiösa anläggningar med undantag för slottet Nijo-jo. Totalt ingår 198 byggnader och 12 trädgårdar som anlades från 900-talet till 1800-talet. Världsarvet omfattar en yta på 1 056 hektar.

## Äkthet
Bara i sällsynta fall har hela, eller delar av, byggnader överlevt intakt så har respekten för den ursprungliga formen och materialet som har säkerställt att dagens monument är mycket troget de ursprungliga strukturerna. Endast skadade delar repareras eller om nödvändigt byts ut och detta arbete görs med noggrann dokumentation och vetenskaplig utredning. Trädgårdarna var inte välbevarade under perioden strax efter andra världskriget, men sedan 1965 har trädgårdsskyddet inkluderats.

## Monument
Kamowakeikazuchi-jinja (賀茂別雷神社) 
Shintohelgedom, också kallad Kamigamo-jinja
35°03′37″N 135°45′10″Ö / 35.06028°N 135.75278°Ö

Kamomioya-jinja (賀茂御祖神社)
Shintohelgedom, också kallad Shimogamo-jinja
35°02′20″N 135°46′21″Ö / 35.03889°N 135.77250°Ö

Kyo-o-gokoku-ji (教王護国寺)
Buddhistiskt tempel
34°58′51.48″N 135°44′48.02″Ö / 34.9809667°N 135.7466722°Ö

Kiyomizu-dera (清水寺)
Buddhistiskt tempel
34°59′41.39″N 135°47′6.01″Ö / 34.9948306°N 135.7850028°Ö

Enryaku-ji (延暦寺)
Buddhistiskt tempel
35°4′13.62″N 135°50′27.33″Ö / 35.0704500°N 135.8409250°Ö

Daigo-ji (醍醐寺)
Buddhistiskt tempel
34°57′3.57″N 135°49′10.51″Ö / 34.9509917°N 135.8195861°Ö

Ninna-ji (仁和寺)
Buddhistiskt tempel
35°1′51.63″N 135°42′49.58″Ö / 35.0310083°N 135.7137722°Ö

Byodo-in (平等院)
Buddhistiskt tempel
34°53′21.45″N 135°48′27.69″Ö / 34.8892917°N 135.8076917°Ö

Ujigami-jinja (宇治上神社)
Shintohelgedom
34°53′31″N 135°48′41″Ö / 34.89194°N 135.81139°Ö

Kozan-ji (高山寺)
Buddhistiskt tempel
35°3′36.39″N 135°40′42.85″Ö / 35.0601083°N 135.6785694°Ö

Saiho-ji (西芳寺)
Buddhistiskt tempel
34°59′31.06″N 135°40′59.93″Ö / 34.9919611°N 135.6833139°Ö

Tenryu-ji (天龍寺)
Buddhistiskt tempel 
35°0′57.47″N 135°40′25.58″Ö / 35.0159639°N 135.6737722°Ö

Rokuon-ji (鹿苑寺), också kallad Kinkaku-ji eller Guldpaviljongen
Buddhistiskt tempel 
35°2′21.85″N 135°43′45.71″Ö / 35.0394028°N 135.7293639°Ö

Jisho-ji (慈照寺), också kallad Ginkaku-ji eller Silverpaviljongen
Buddhistiskt tempel 
35°1′36.75″N 135°47′53.7″Ö / 35.0268750°N 135.798250°Ö

Ryoan-ji (竜安寺、龍安寺)
Buddhistiskt tempel 
35°2′4.18″N 135°43′5.71″Ö / 35.0344944°N 135.7182528°Ö

Hongan-ji (西本願寺)
Buddhistiskt tempel
34°59′31.37″N 135°45′5.81″Ö / 34.9920472°N 135.7516139°Ö

Nijo-jo (二条城)
Slott
35°0′50.96″N 135°44′51.0″Ö / 35.0141556°N 135.747500°Ö